# RIM-162 ESSM

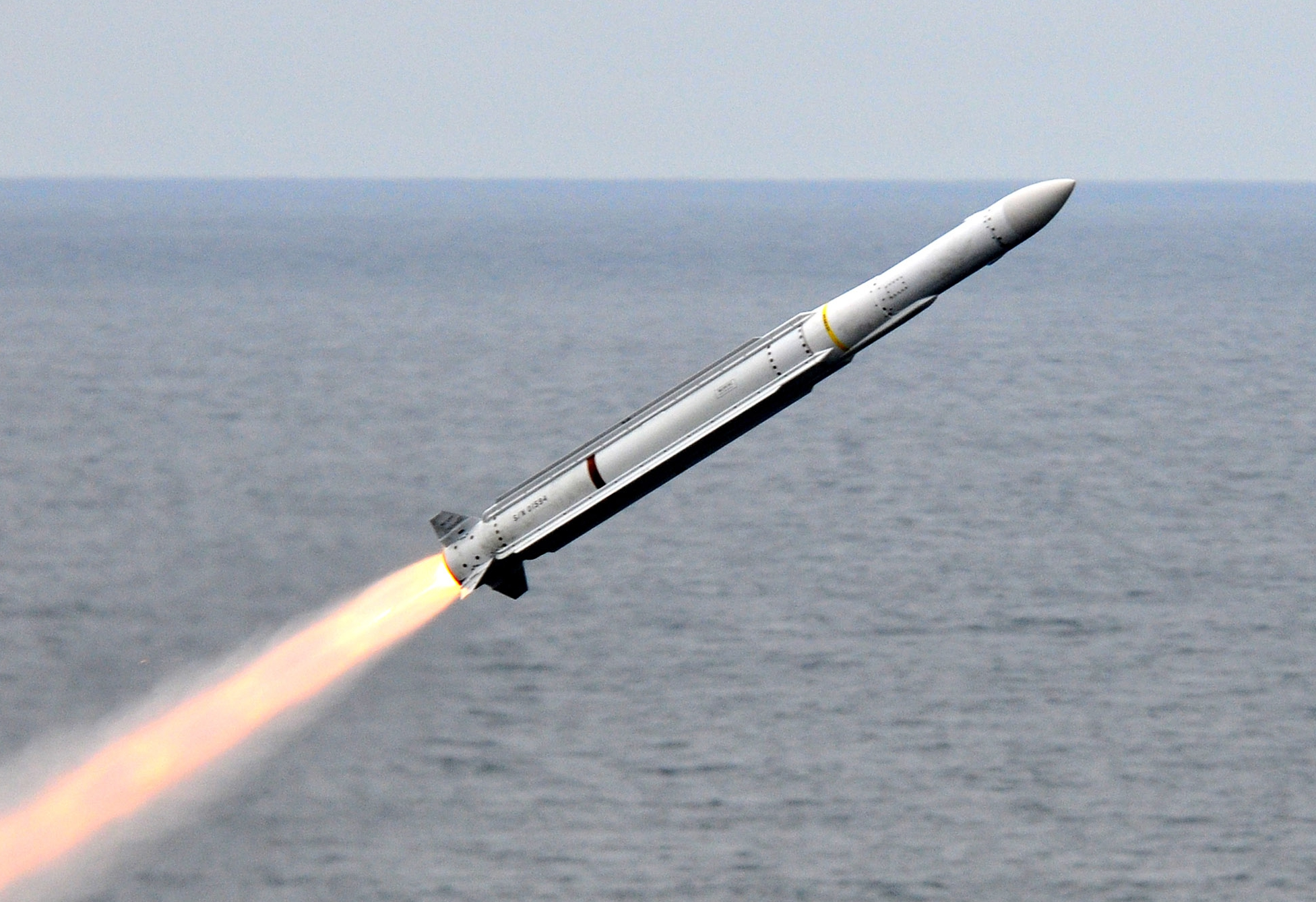
ESSB startuje z letadlové lodě USS Carl Vinson

RIM-162 Evolved Sea Sparrow Missile (ESSM) je americká řízená střela moře-vzduch sloužící k prostorové obraně válečných lodí proti letadlům a protilodním střelám. Střela je komplexní modernizací systému RIM-7 Sea Sparrow (původně nesla označení RIM-7R). Její vývoj probíhal od roku 1995 a do služby byla zavedena v roce 2004. Mimo USA střelu provozuje také Austrálie, Kanada, Dánsko, Německo, Španělsko, Nový Zéland, Nizozemsko, Japonsko a Norsko. Dolet střely přesahuje 50 km.

## Varianty

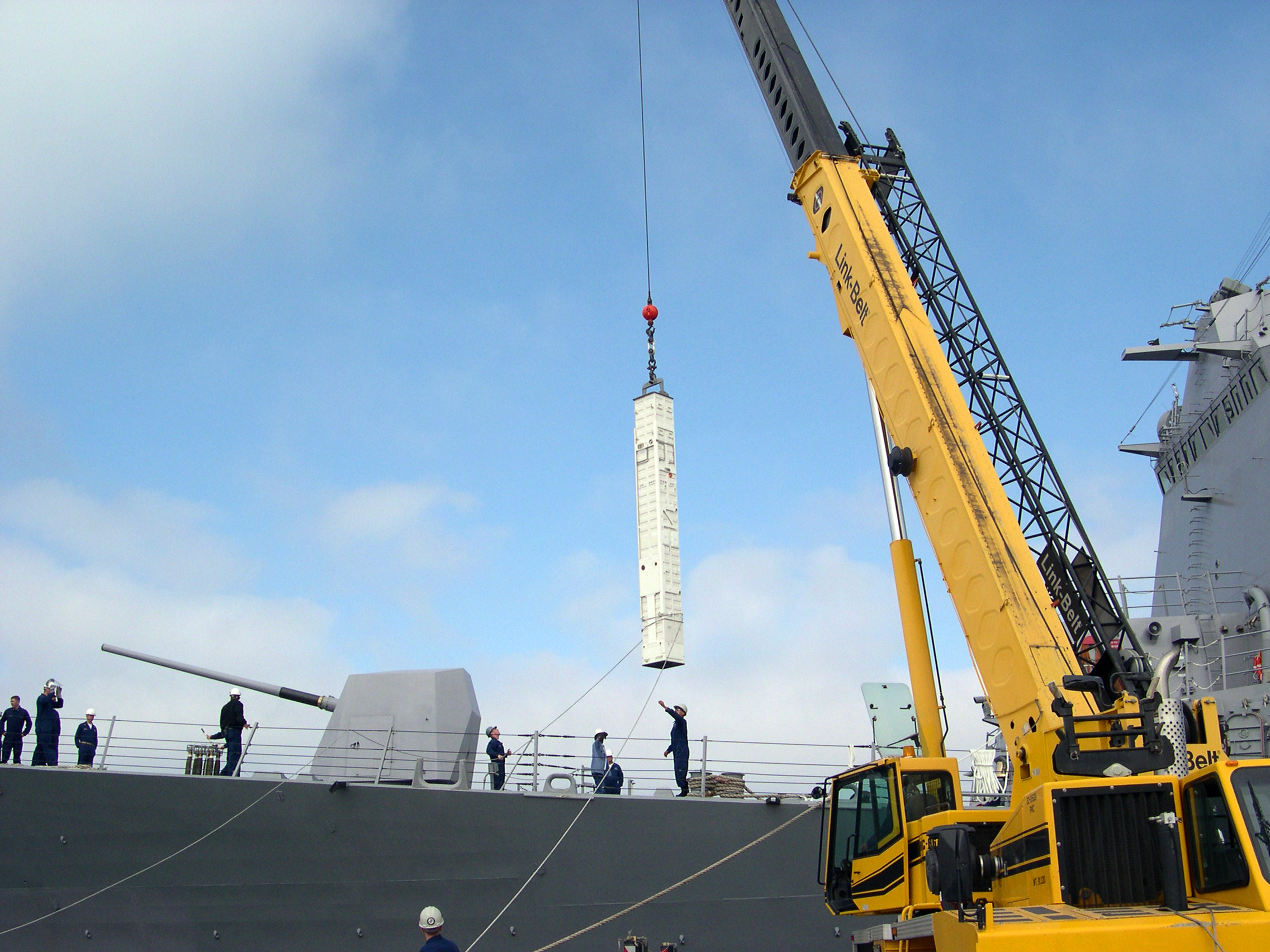
Ukládání čtyřnásobného kontejneru RIM-162A jeřábem do vertikálního sila Mk 41.

- RIM-162A – základní verze pro lodě se systémem Aegis, vypouštěná z Vertikálních odpalovacích zařízení Mk 41. Do sil jsou střely vkládány v boxech po čtyřech kusech.[2]
- RIM-162B – základní verze odpalovaná z vertikálních vypouštěcích sil Mk 41 lodí bez systému Aegis. Postrádá příslušný datalink.
- RIM-162C – RIM-162B upravená pro vertikální vypouštěcí sila MK 48.
- RIM-162D – RIM-162B upravená pro vypouštění z osminásobných kontejnerů Mk 29.